# Spaghetti del rock
«Spaghetti del rock» es una canción y sencillo de Narigón del siglo, álbum de estudio del grupo musical de Argentina Divididos. Fue compuesta por el vocalista y guitarrista Ricardo Mollo. Es una de las canciones más emblemáticas y reconocidas del grupo y de la música argentina.

## Presentación
Fue presentado junto con el álbum de estudio en la segunda presentación del grupo en el Estadio Obras Sanitarias, parte de la gira que se realizó en diciembre de 2000. Entre los reconocimientos que obtuvo el álbum, fue elegido como el mejor disco del año en diversas publicaciones de Argentina.

## Significado
Algunos creen que «Spaghetti del rock» está dedicada a la expareja de Ricardo Mollo, la música Érica García. Aunque otros piensan que esta canción hace referencia a los medios y a como estos interactúan con el mundo de la música, es decir, cómo los medios ven el beneficio propio a través de los artistas y grupos. La canción hace referencia a ambos temas, especialmente a un documental sobre la vida de Luca Prodan que el grupo musical no apoyó. También hay quienes piensan que se refiere al pasado de Sumo y Luca Prodan.

## Reconocimiento
Además del buen recibimiento por parte del público, también fue elegida como la mejor canción de la década en una encuesta realizada por la revista Rolling Stone de Argentina.